# Robin Lauwers
Robin Lauwers (Gierle, 18 maart 1999) is een Belgisch voetballer die als middenvelder speelt.

## Carrière
Robin Lauwers speelde in de jeugd van Willem II, KVC Westerlo en wederom Willem II. In het seizoen 2018/19 maakte hij deel uit van de eerste selectie van Willem II, maar in februari 2019 werd zijn contract in onderling overleg ontbonden.
In de zomer van 2019 sloot hij aan bij Jong PSV, waar hij op 12 augustus 2019 zijn debuut in het betaald voetbal maakte. Dit was in de met 2-2 gelijkgespeelde thuiswedstrijd tegen FC Den Bosch. In totaal speelde hij vijftien wedstrijden voor Jong PSV, waarna zijn contract afliep en hij clubloos raakte. In oktober 2020 was hij kort op proef bij Feyenoord onder 21. Daar slaagde hij er echter niet om een contract te krijgen, waarna hij lange tijd zonder club bleef.
Begin oktober ging hij op de proef bij de Deense tweedeklasser Fremad Amager, waar hij via zijn Nederlandse zaakwaarnemer in beeld raakte. Op het einde van de maand ondertekende hij er een contract tot het einde van het kalenderjaar, met mogelijkheid tot verlenging. In zijn tweede officiële wedstrijd voor Fremad Amager scoorde hij het enige doelpunt voor zijn club in de 6-1-nederlaag tegen AC Horsens.

## Clubstatistieken
| Seizoen                        | Club           | Land           | Competitie     | Competitie | Competitie | Beker | Beker | Totaal | Totaal |
| Seizoen                        | Club           | Land           | Competitie     | Wed.       | Dlp.       | Wed.  | Dlp.  | Wed.   | Dlp.   |
| ------------------------------ | -------------- | -------------- | -------------- | ---------- | ---------- | ----- | ----- | ------ | ------ |
| 2018/19                        | Willem II      | Nederland      | Eredivisie     | 0          | 0          | 0     | 0     | 0      | 0      |
| 2019/20                        | Jong PSV       | Nederland      | Eerste divisie | 15         | 1          | –     | –     | 15     | 1      |
| 2021/22                        | Fremad Amager  | Denemarken     | 1. division    | 3          | 1          | 0     | 0     | 3      | 1      |
| Carrièretotaal                 | Carrièretotaal | Carrièretotaal | Carrièretotaal | 18         | 2          | 0     | 0     | 18     | 2      |
| Bijgewerkt op 16 december 2021 |                |                |                |            |            |       |       |        |        |